# Torma

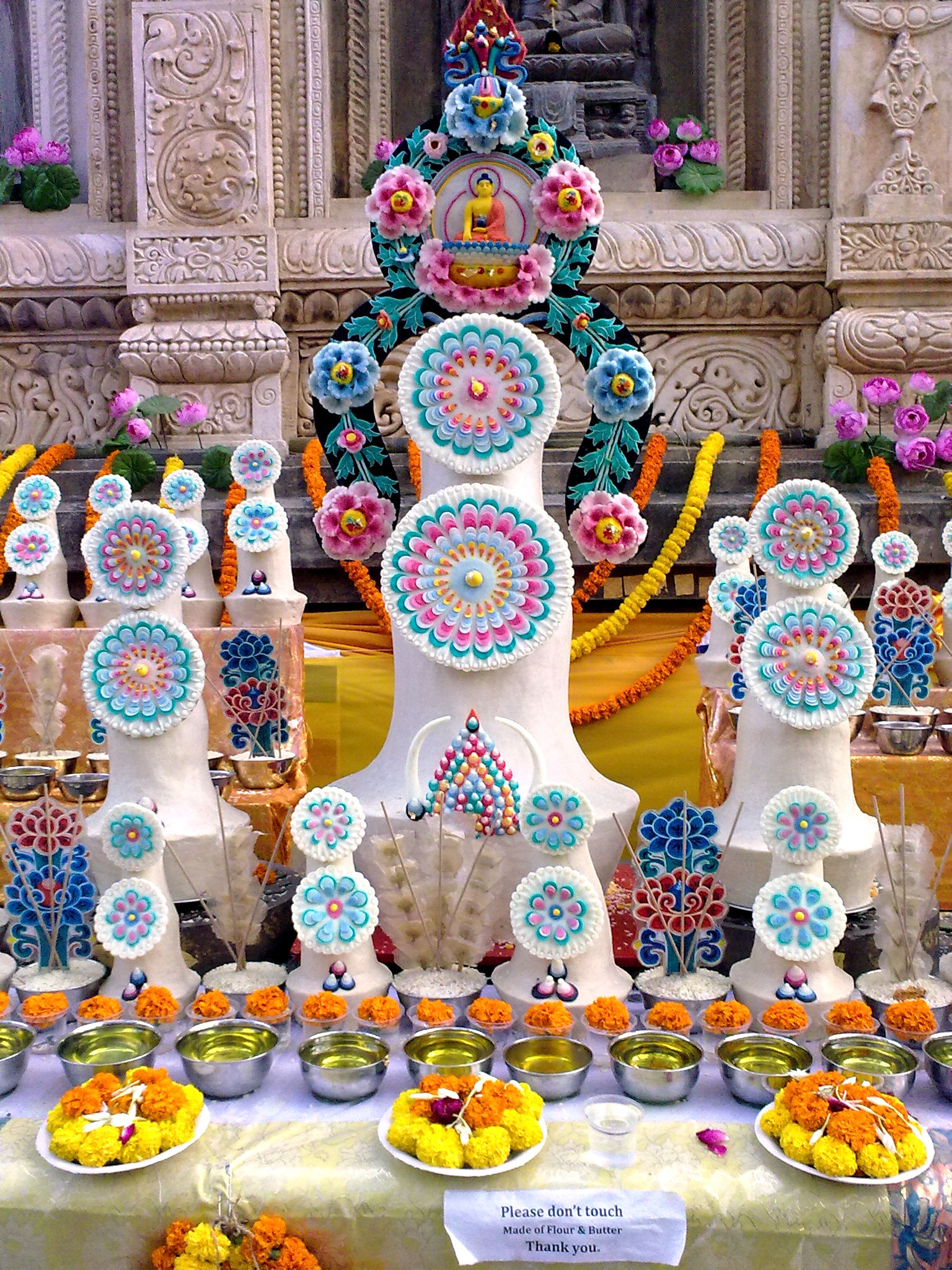
Tormas, figurillas tibetanas de masa

La torma (en tibetano, གཏོར་མ Wy: gtor ma) es una expresión artística propia del budismo tibetano que consiste en figurillas o esculturas hechas de harina de cebada (tsampa) y mantequilla. Las tormas tienen una función ritual y, aunque tienen varias capas de significados, primordialmente representan a una divinidad personificada abstracta y temporalmente.
Se desconoce con precisión cuándo se comenzaron a elaborar pasteles rituales en el Tíbet, aunque diversos manuscritos del siglo XI las mencionan. La torma puede ser una herencia del bali, una ofrenda típica de la India. Se cree que su origen es anterior a la introducción del budismo en el Tíbet (siglos VII-IX), pues una forma primitiva de torma ya se preparaban (y se siguen preparando) en la religión bön prebudista.

## Etimología
Proviene del tibetano གཏོར་མ (gtor-ma según la transcripción Wylie), pronunciado /*ktor.ma/ en tibetano clásico y /toː˥˥.ma˥˥/ en el dialecto de Lhasa. Proviene de la raíz gtor-ba, relacionada con el concepto de 'desechar, deshacerse', en el sentido implícito de dar sin apego. La misma palabra torma ha pasado a denominar el concepto budista de desinterés, impermanencia y el camino del Bodhisattva.
En sánscrito se conoce como bali, o bhalinta.

## Morfología de las tormas
Generalmente, las tormas tienen una base cónica, a la cual se agregan figuritas con forma de pétalos, discos, mandalas, puntos o llamas de fuego según el propósito que se le quieran dar. Algunas tormas se dejan sin pintar, mientras que otras se colorean de rojo, blanco, negro, etc. usando pigmentos vegetales diluidos en mantequilla derretida. Las formas y el proceso de elaboración de la torma se volvieron más complejos a medida que los rituales tántricos en el Tíbet se complejizaban.
Puesto que el panteón de divinidades tibetanas es muy amplio, las formas y tamaños para una torma también lo son; No obstante, rara vez las tormas son más grandes que una persona, y la mayoría son pequeñas.
También hay tormas con forma de estupa, mandala, Buda, etc.

Varios tamaños y formas de tormas
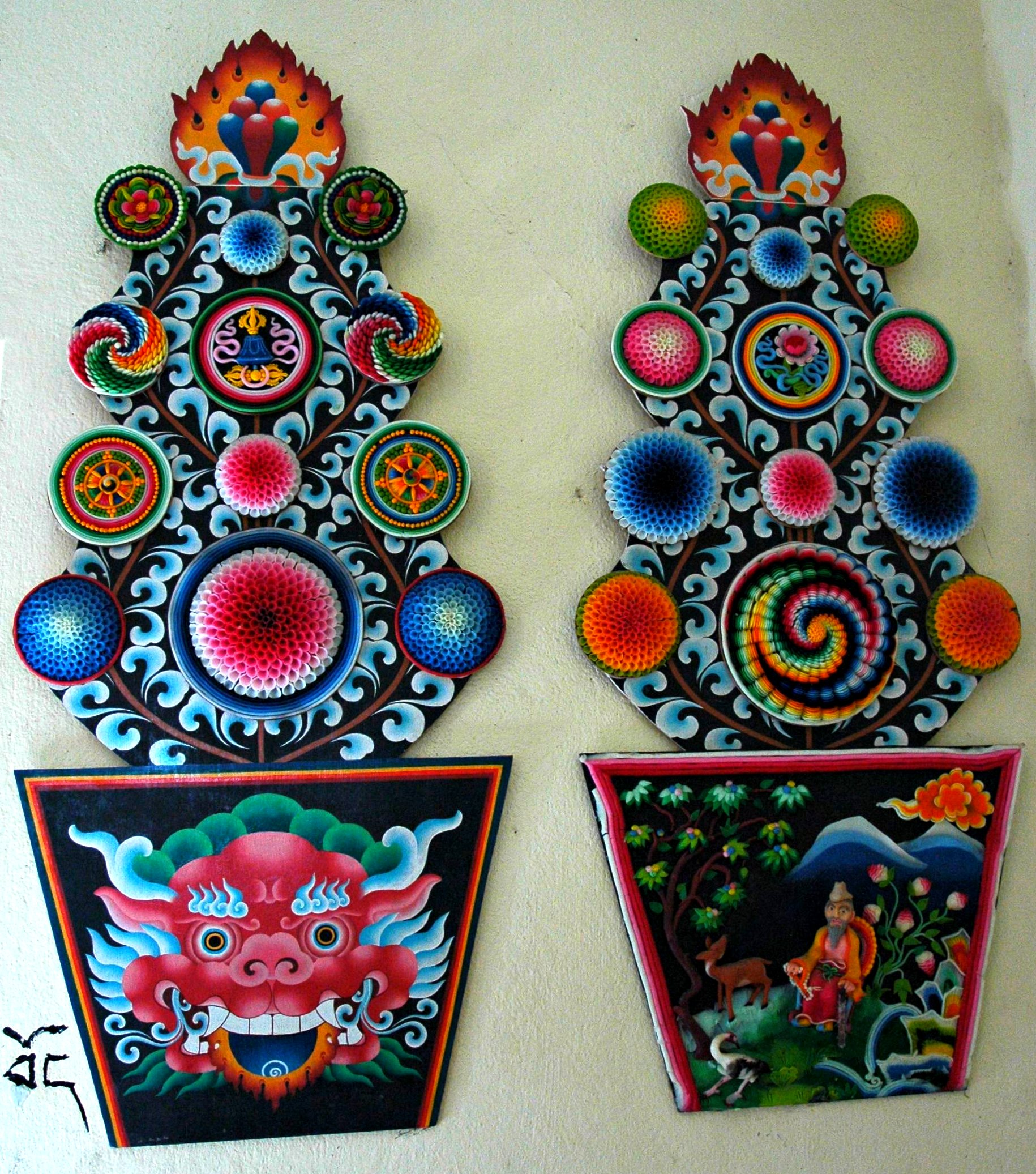
Tormas en el monasterio de Tharlam, Katmandú
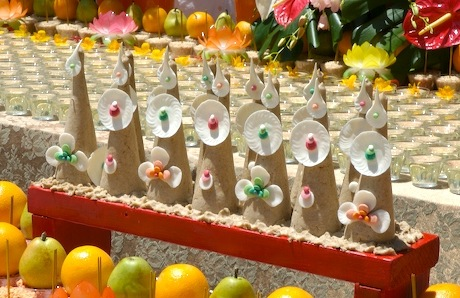
Tormas cónicas
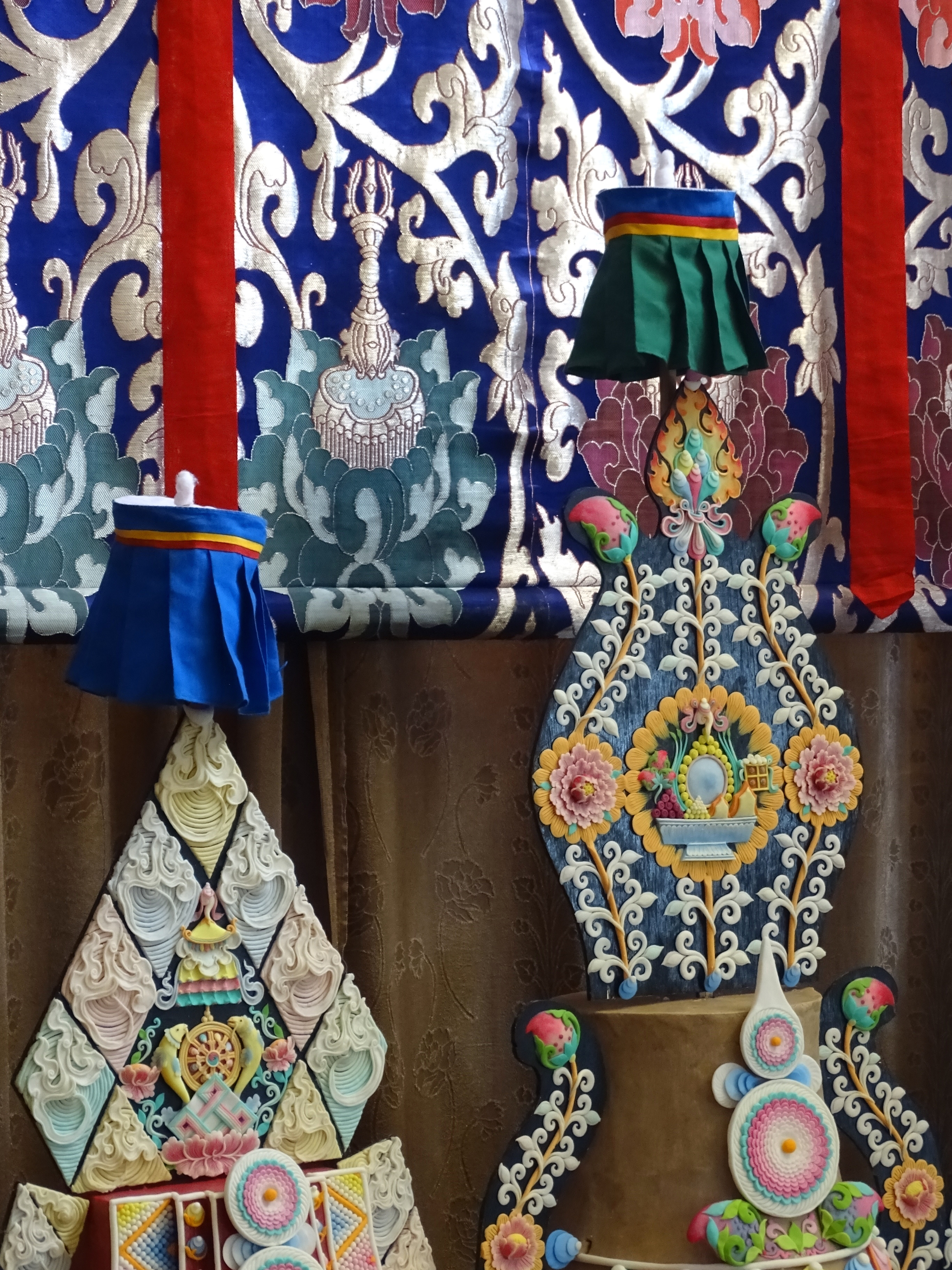
Tormas en Dharamsala
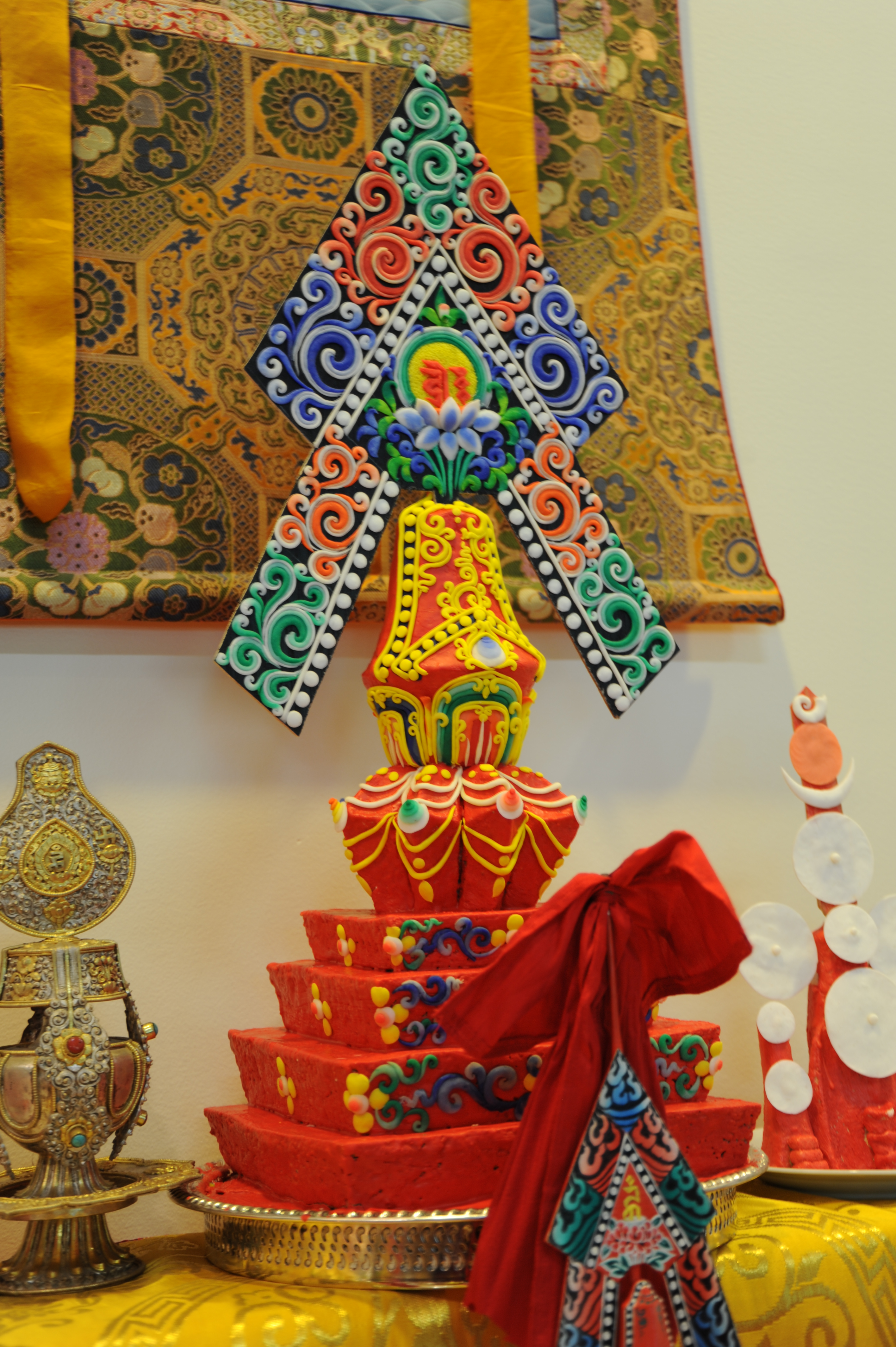
Torma con forma de estupa
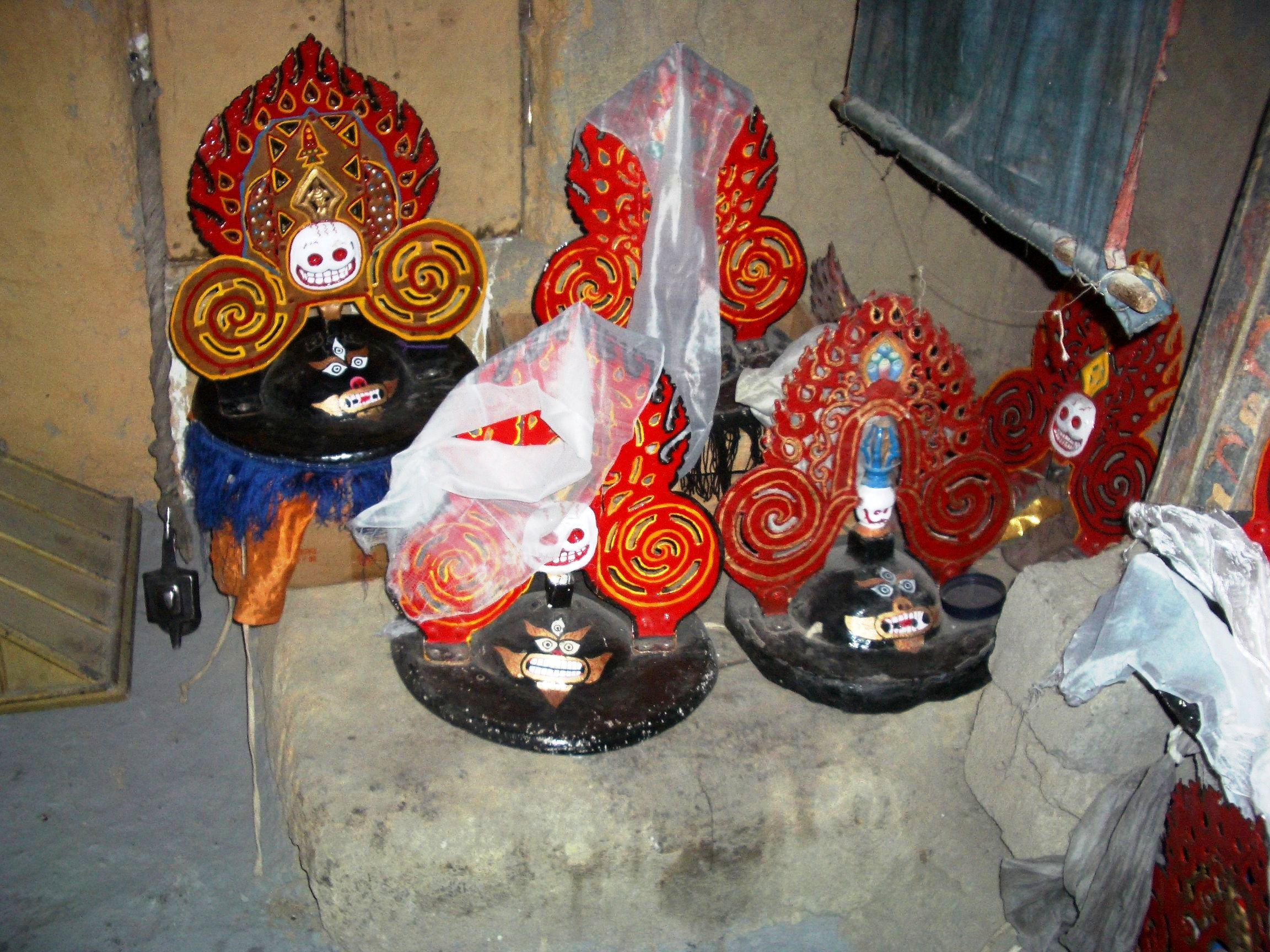
Otro estilo de tormas, en Dhankar Gompa
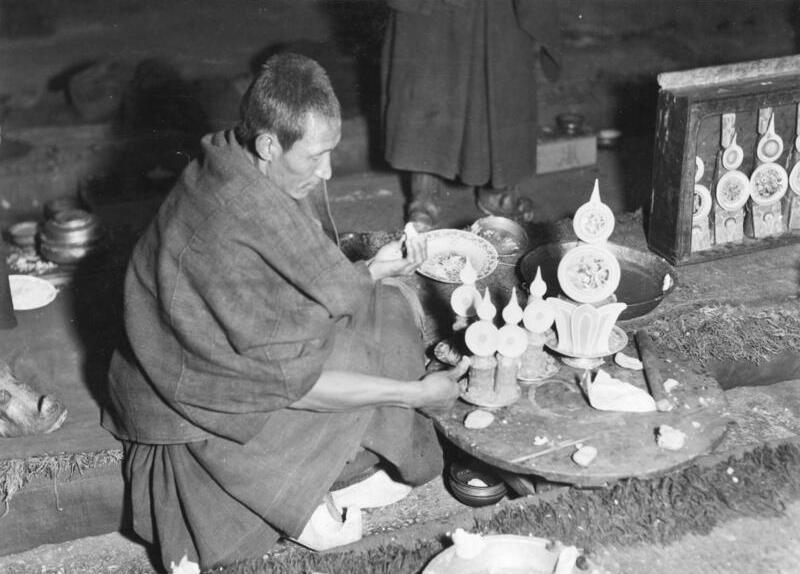
Monje elaborando tormas en el Monasterio Sera, 1938

## Significado ritual
Las tormas se dedican como ofrendas (tsog) a las Tres Joyas: Budha, Dharma y Sangha. En el budismo, los ofrecimientos tienen como propósito crear un gran mérito y desarrollar la mente en el deleite del dar sin esperar nada a cambio. En los tantras superiores del budismo tibetano, las tormas son una de las ofrendas interiores esenciales, junto con el amrta y el rakta, y simbolizan el camino desde la ignorancia a la sabiduría.
Al finalizar el ritual, las tormas se rompen y se esparcen (mchod pa bul ba) o bien se distribuyen entre los participantes para ser consumida (dnos sgrub).